# Yannick Zicot
Yannick Zicot, né le 19 juin 1979 à  Noisy-le-Grand et mort le 22 février 2012 à Paris, est un animateur français de télévision.

## Biographie
En septembre 2002, Yannick Zicot succède à Julien Tellouck, à la présentation de l'émission consacrée aux jeux vidéo Level One sur la chaîne Game One. Selon la presse, il est apprécié par le public pour « son sens de l'humour, son goût du déguisement, ses blagues souvent ratées et son autodérision ». Il y restera deux ans, jusqu'en 2004,,,. 
À partir de 2004, il arrive sur la chaîne cryptée Canal+, pour animer des programmes de divertissement toujours liés aux jeux vidéo tels La Kaz (qui fera découvrir de nombreux animes en France, tels que GTO, Noir, Excel Saga ou encore Fullmetal Alchemist, et également la mini-série Bertrand.çacom) ou  Playground.
Il a ensuite contribué à la création de l'émission Pépites sur le Net, programme court qui recense les vidéos « drôles, surprenantes et insolites » du Web,,, dont il assure la présentation pour les premières saisons.
Pendant l'année 2006, sous sa facette de « Docteur Siwo » (un autre de ses pseudonymes), il participe à son tour à des petites vidéos humoristiques, pour le duo des « Gentils Gens », postées sur Dailymotion.
Il contribue également à quelques morceaux de rap, avec ou sans son surnom Teanyck, en participant notamment à deux titres du Klub des 7, en 2006 (Le Klub des 8, interlude où l'on entend Yannick laisser un message sur un répondeur, en disant qu'il veut faire partie du projet, et faire « Le Klub des 8, pour faire un chiffre pair ») et 2009 (Non Monsieur).
Il meurt le 22 février 2012, à l'âge de 32 ans, d'un cancer. De nombreux hommages lui sont rendus notamment de la part de ses anciens collègues, Mouloud Achour et Julien Tellouck,,.